# Giovanni Antonio Boltraffio

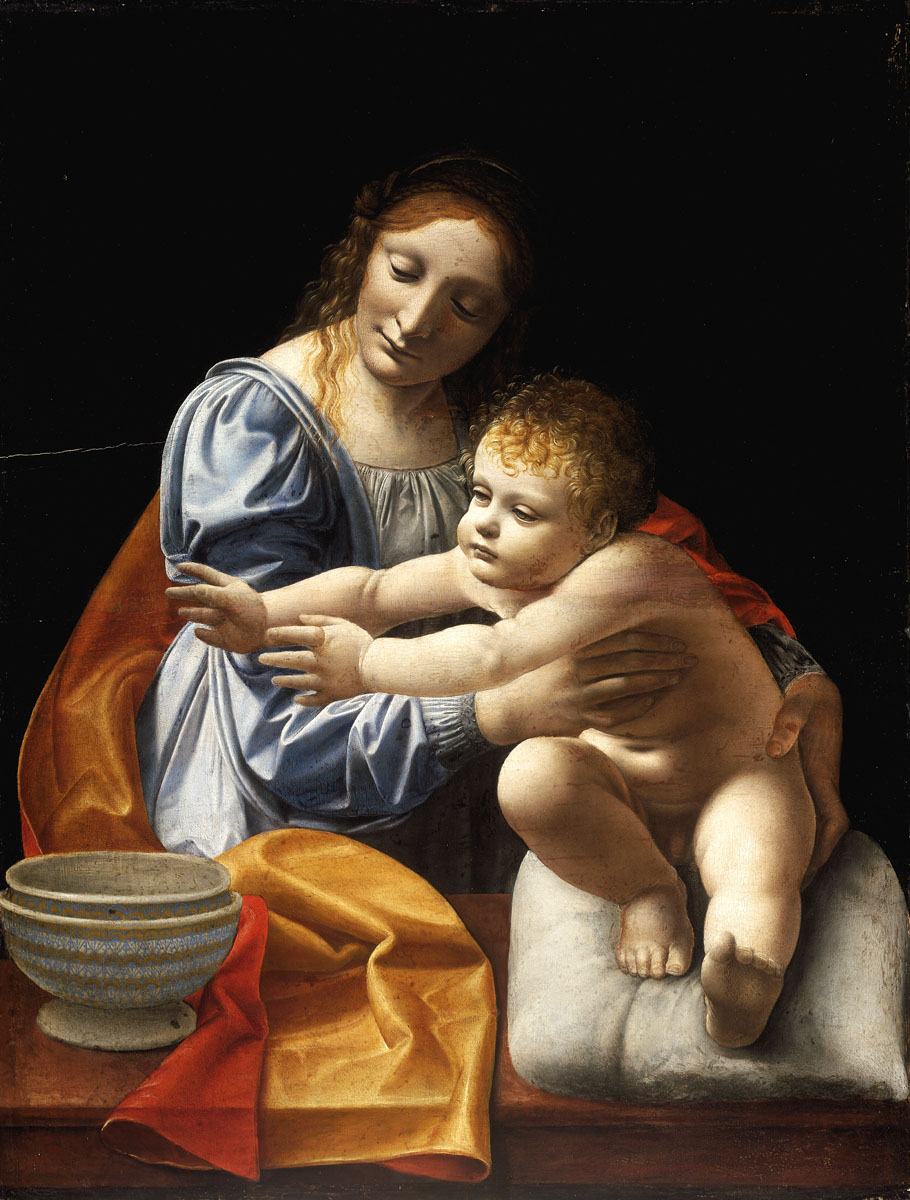
Madonna e Menino

Giovanni Antonio Boltraffio  ou Beltraffio (1466/1467 — 15 de junho de 1516) foi um pintor italiano da Alta Renascença da Lombardia, que trabalhou com Leonardo da Vinci. Boltraffio e Bernardino Luini são as personalidades artísticas mais fortes a emergir do estúdio de Leonardo. De acordo com Giorgio Vasari, ele veio de uma famílaia ristocrática e nasceu em Milão.
Suas maiores obras são A Ressurreição, pintada com Marco d'Oggione e uma Madonna e Menino, bem ao estilo de Leonardo, uma das obras marcantes do Quattrocento na Lombardia.
Em Bolonha recebeu o patrocínio da família Casio, para quem pintou vários quadros. O seu retrato do poeta Girolamo Casio (que o mencionou em alguns sonetos) está na Pinacoteca de Brera, em Milão. 